# Toczyłowo
Toczyłowo – wieś w Polsce położona w województwie podlaskim, w powiecie grajewskim, w gminie Grajewo.
Pod koniec XIX w. wieś należała do gminy Bogusze, powiat szczuczyński. Parafia Rajgród.
W okresie międzywojennym należała do gminy Bogusze, powiat szczuczyński. Majątek ziemski posiadał tu Adam Rydzewski (63 mórg).
2 lutego 1943 żandarmeria niemiecka i Wehrmacht dokonała pacyfikacji wsi. Ludność została wysłana na roboty przymusowe a zabudowania zrównane z ziemią. W czasie akcji zamordowano Konstantego Karwowskiego.
W latach 1975–1998 miejscowość administracyjnie należała do województwa łomżyńskiego.
Wierni kościoła rzymskokatolickiego należą do parafii Trójcy Przenajświętszej w Grajewie.